# White Lion
White Lion was een Amerikaanse rockband, die in 1983 in New York werd geformeerd door de Deense zanger Mike Tramp en de Amerikaanse gitarist Vito Bratta. Ze legden zich toe op de steeds meer opkomende melodieuze hardrock van de jaren 1980.

## Bezetting
Oprichters
- Mike Tramp (zang)
- Vito Bratta (gitaar)
- Bruce Terkildsen (basgitaar, 1983)
- Mike Arbeny (drums, 1983)

Laatste bezetting
- Mike Tramp (zang)
- Vito Bratta (gitaar)
- Tommy T-Bone Caradonna (basgitaar)
- Jimmy DeGrasso (drums)

Voormalige leden
- Dave Spitz (basgitaar, 1983)
- Bruno Ravel (basgitaar, 1983)
- Felix Robinson (basgitaar, 1983–1991)
- James Lomenzo (basgitaar, 1984–1991)
- Greg D'Angelo (drums, 1984–1991)
- Nicki Capozzi (drums, 1983–1991)

## Geschiedenis
In 1982 verhuisde zanger Mike Tramp van Denemarken naar New York. Korte tijd later ontmoette hij gitarist Vito Bratta en ze besloten de rockband White Lion te formeren. Ze wonnen bassist Bruce Terkildsen en drummer Mike Arbeny voor hun project. Eind 1983 voegde bassist Bruno Ravel zich bij hen en daarom namen ze in hetzelfde jaar hun debuutalbum Fight To Survive op, dat hun platenlabel Elektra Records niet beviel en daarom in eerste instantie ongepubliceerd bleef. Tijdens de studio-opnamen veranderde de bezetting: Bruce Terkildsen, Bruno Ravel en Mike Arbeny verlieten de band, bassist Felix Robinson en drummer Nicki Capozzi voegden zich bij de band.
Het album Fight to Survive werd gekocht door RCA Records en in 1984 in Japan uitgebracht. Het Amerikaanse onafhankelijke label Grand Slamm Records bracht het vervolgens op 9 november 1985 uit in de Verenigde Staten. Vanwege geschillen met het platenlabel en de economische onzekerheid van de band, verlieten Capozzi en Robinson White Lion en werden vervangen door drummer Greg D'Angelo (ex-Anthrax) en Dave Spitz (broer van Anthrax-gitarist Dan Spitz). Na slechts een paar weken besloot Dave Spitz de band te verlaten en te wisselen naar Black Sabbath. Daarna trad James Lomenzo toe als basgitarist.
In 1987 tekende White Lion een platencontract bij Atlantic Records en op 21 juni van hetzelfde jaar verscheen het album Pride. De eerste single Wait werd uitgebracht op 1 juni 1987 en bleef zeven maanden onopgemerkt in de schappen. In anderhalf jaar toerden ze als voorprogramma van bands als Aerosmith, Ozzy Osbourne, Stryper, Kiss en AC/DC. Tijdens hun tournee met AC/DC wist de band met de singlepublicatie van hun nummer Wait naar de zesde plaats te klimmen. Het album Pride behaalde ook een klassering in de hitlijst. Pride klom naar de elfde plaats in de lp-hitlijsten en bleef een heel jaar in de Billboard Hot 200. In augustus 1988 bereikte de tweede single Tell Me nummer 58. De derde single When the Children Cry bereikte nummer drie. Het succes van de drie singles resulteerde in de verkoop van meer dan 2.000.000 albums.
In augustus 1989 bracht White Lion hun derde album Big Game uit, met daarop de singles Little Fighter, Cry for Freedom en Radar Love (een cover van The Golden Earring). Het album bereikte snel goud, maar zonder een echte singlehit bereikte het slechts nummer 19. Het album Mane Attraction werd uitgebracht in de zomer van 1991. Het zou muzikaal teruggaan naar de roots, dat wil zeggen melodieuze hardrock met pakkende gitaarriffs. Maar het werd niet geaccepteerd door de fans en kwam, net als de twee eerder uitgebrachte albums, niet in de top 20. Greg D'Angelo en James Lomenzo verlieten de band kort na het uitbrengen van Mane Attraction vanwege muzikale verschillen. White Lion contracteerde bassist Tommy T-Bone Caradonna en toekomstige Megadeth-drummer Jimmy DeGrasso. Na de albumtournee besloten Tramp en Bratta in september 1991 om de band te ontbinden.
In 2003 probeerde Mike Tramp de band te herenigen met Vito Bratta. Maar de poging mislukte vanwege Bratta's onwil. In maart 2005 toerde Mike Tramp twee maanden door Amerika met Mike Tramps White Lion. Van deze concerten werden de beste opnamen uitgebracht als de dubbele live-cd Rocking the U.S.A. In 2006 toerde hij ook door Europa.
In maart 2008 bracht Frontiers Music het nieuwe studioalbum Return of the Pride uit met Mike Tramp onder de oude bandnaam White Lion. Andere muzikanten waren: Jamie Law (gitaar), Troy Patrick Farrell (drums), EJ Curse (basgitaar) en Henning Wanner (keyboards).

## Discografie

### Singles
- 1985: Broken Heart
- 1987:	Wait
- 1988:	Tell Me
- 1989:	When the Children Cry
- 1989: Little Fighter
- 1989: Radar Love
- 1988: All You Need Is Rock 'N' Roll
- 1990: Cry for Freedom
- 1990: Goin' Home Tonight
- 1991:	Lights and Thunder
- 1991: Broken Heart '91
- 1991: Love Don't Come Easy
- 2008: Dream
- 2008: Live Your Life

### Albums
- 1985:	Fight to Survive
- 1987:	Pride
- 1989:	Big Game
- 1991: Mane Attraction
- 1999:	Remembering White Lion
- 2008:	Return of the Pride

### Livealbums
- 2006: Rocking the U.S.A.

### Compilaties
- 1992: The Best of White Lion
- 2002: The Essentials: White Lion
- 2003: Hits
- 2005: Rhino Hi-Five: White Lion
- 2006: Anthology 83-89
- 2007: The Definitive Rock Collection

## Videoalbums en muziekvideos

### Videoalbums
- 1988: Live at the Ritz
- 1988: One Night in Tokyo
- 1991: Escape from Brooklyn
- 2005: Concert Anthology 1987–1991
- 2008: Bang Your Head Festival 2005

### Muziekvideo's
- 1985: Broken Heart
- 1988: Wait
- 1988: Tell Me
- 1988: When the Children Cry
- 1989: Little Fighter
- 1989: Radar Love
- 1990: Cry for Freedom
- 1991: Broken Heart
- 1991: Love Don’t Come Easy
- 2005: Lights and Thunder (live video)